# ارمک دوردیفی
ارمک دوردیفی (نام علمی: Ephedra distachya) نام یک گونه از سرده ارمک است.

## نگارخانه

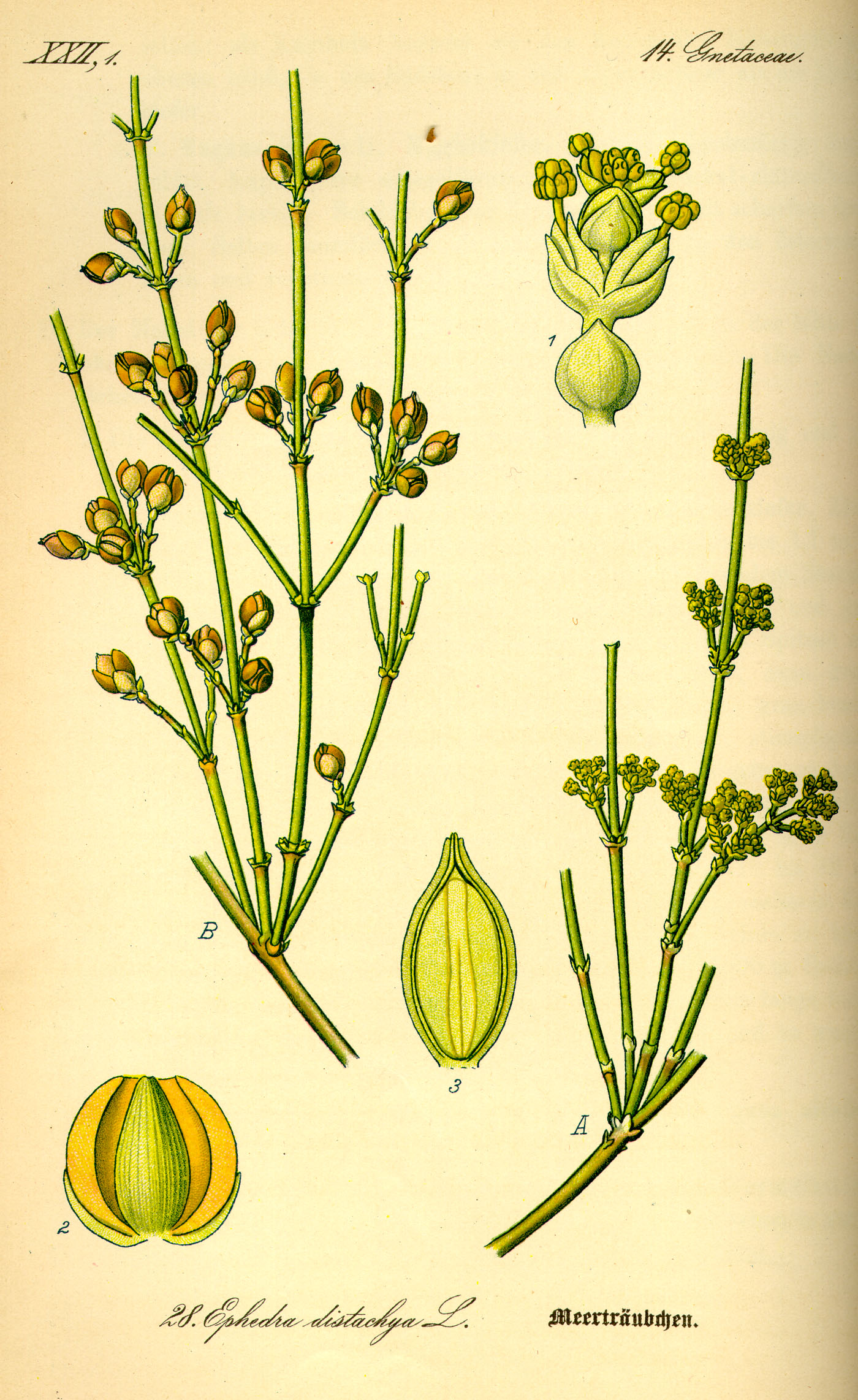
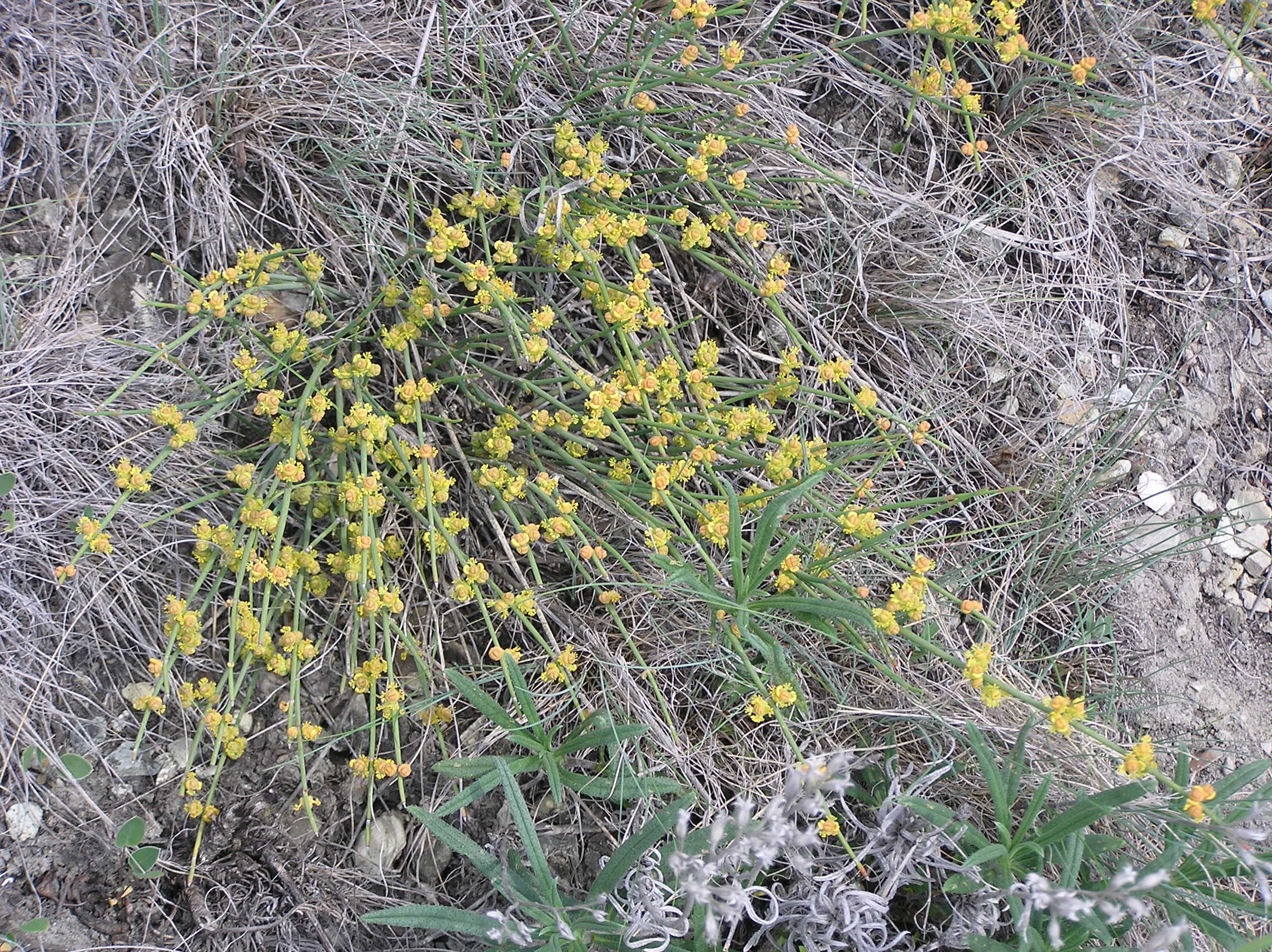
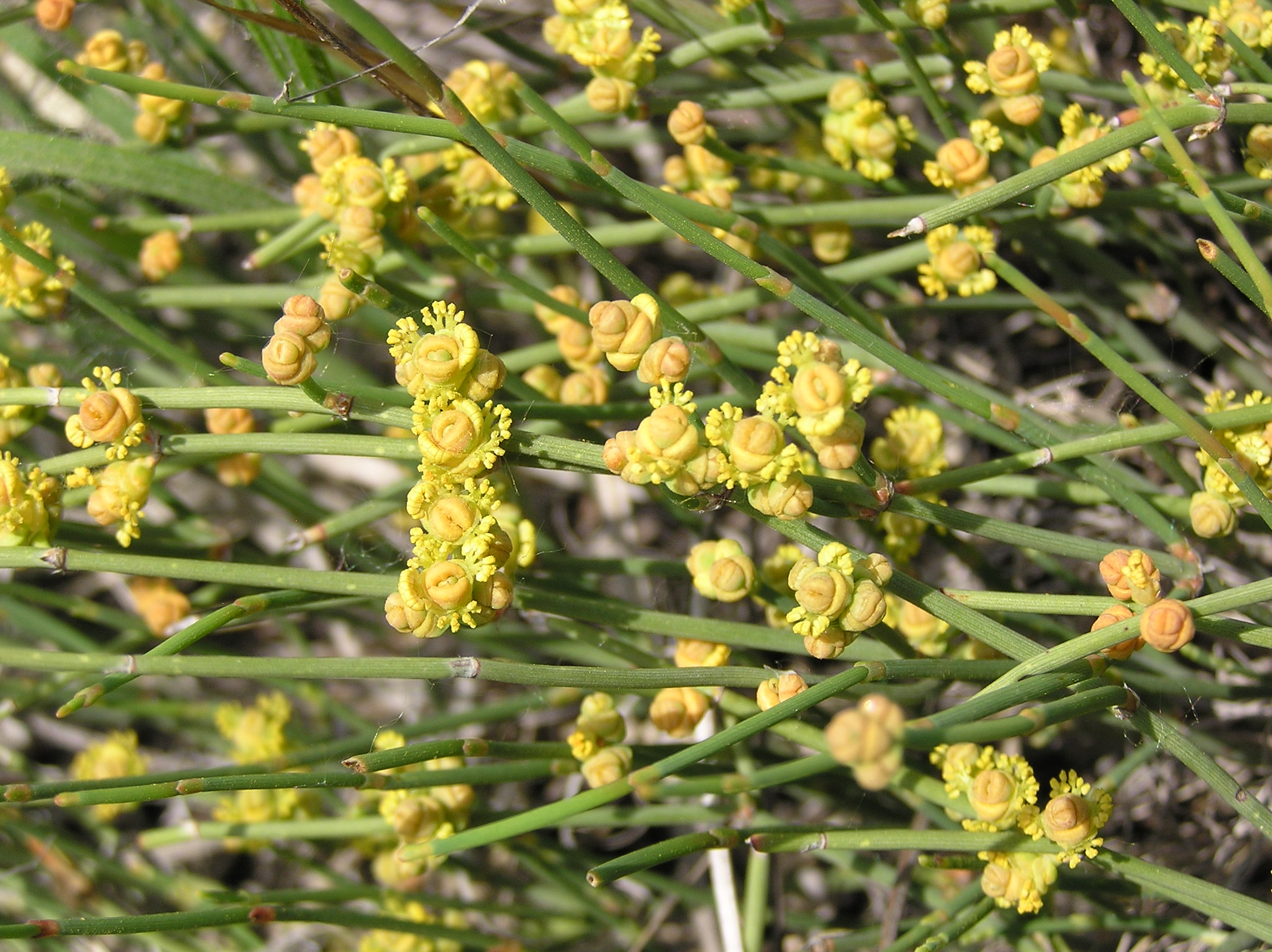
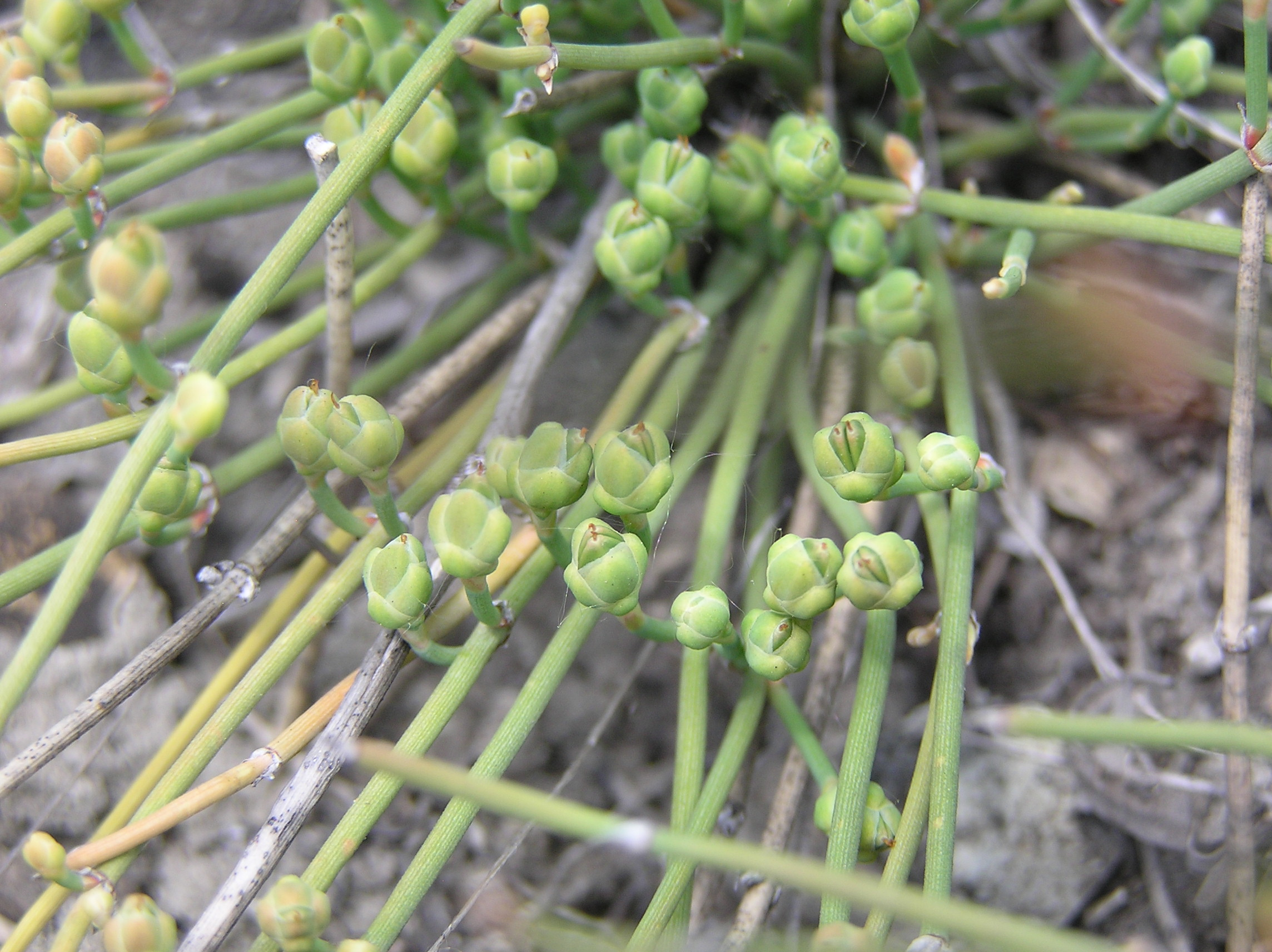
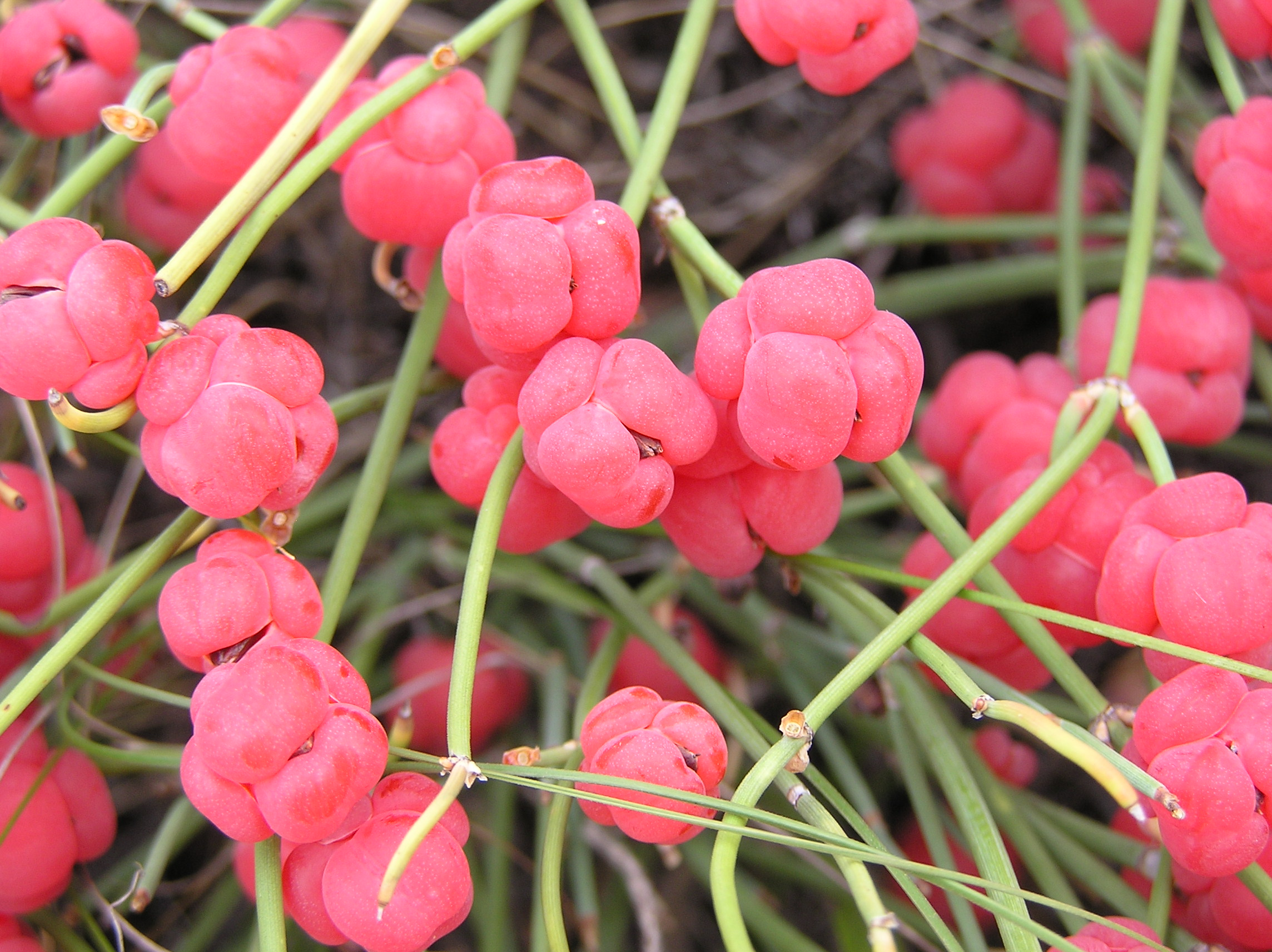
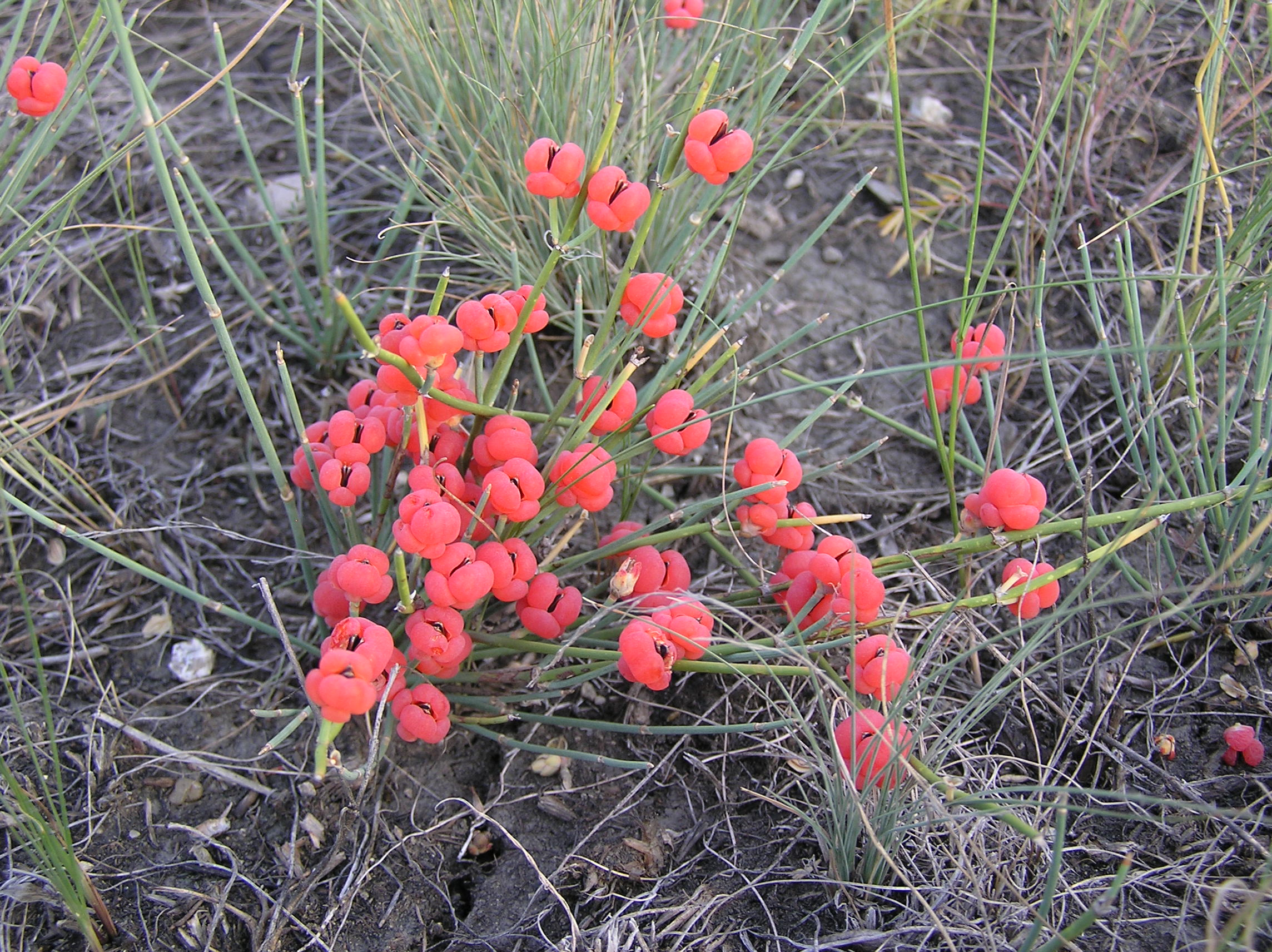
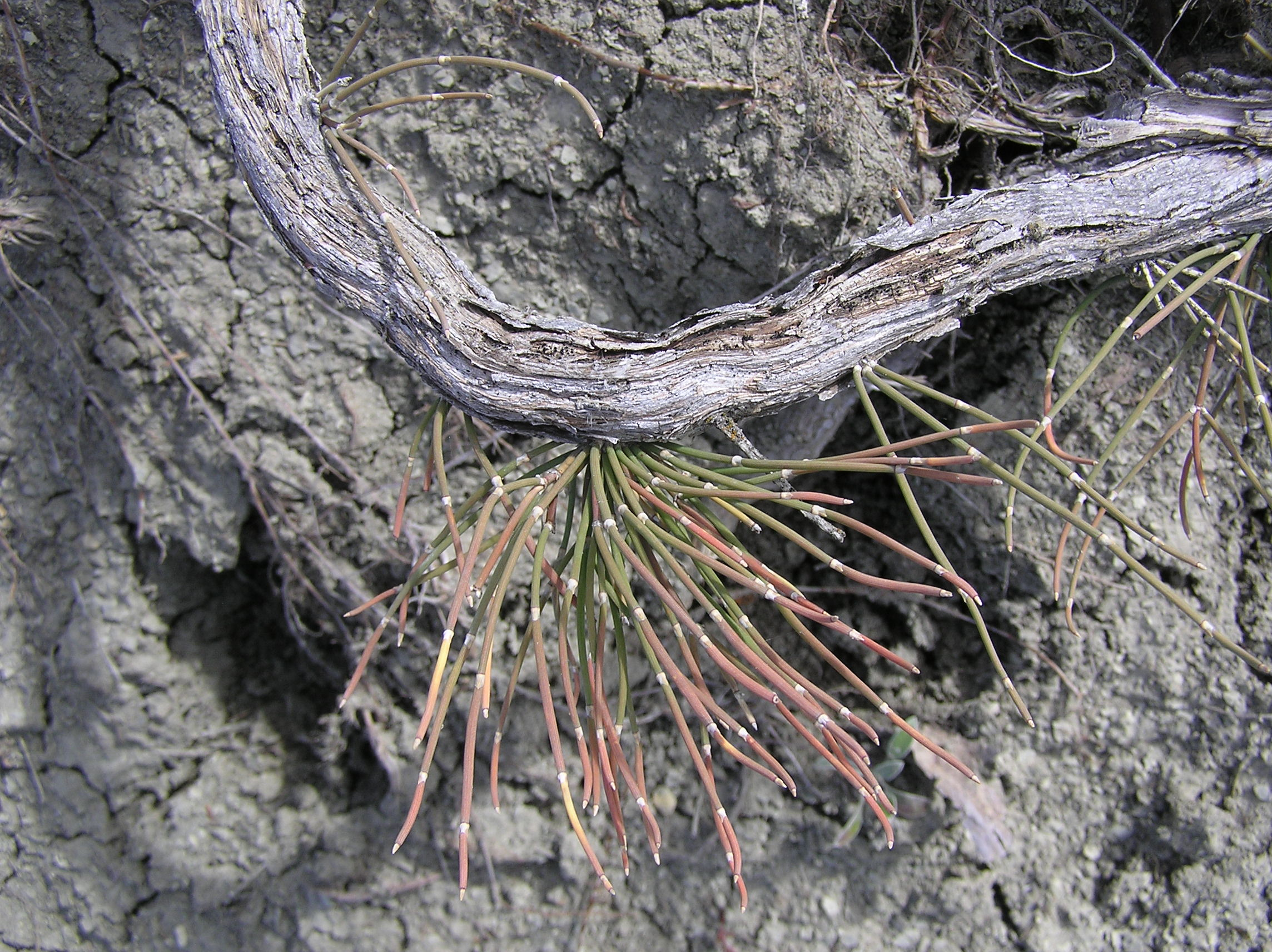